# Shtjefën Gjeçovi
Shtjefën Gjeçovi, född 1874 i Janjevo i Osmanska riket, död 14 oktober 1929 (mördad) i byn Zym nära Prizren i Kungariket Jugoslavien, var en albansk präst, lärare, etnolog och folklorist. Han är mest känd för att ha skrivit ner albanernas muntliga lagar i Kanuni i Leke Dukagjinit. Ett flertal gator och skolor i Kosovo och Albanien bär hans namn.

## Biografi

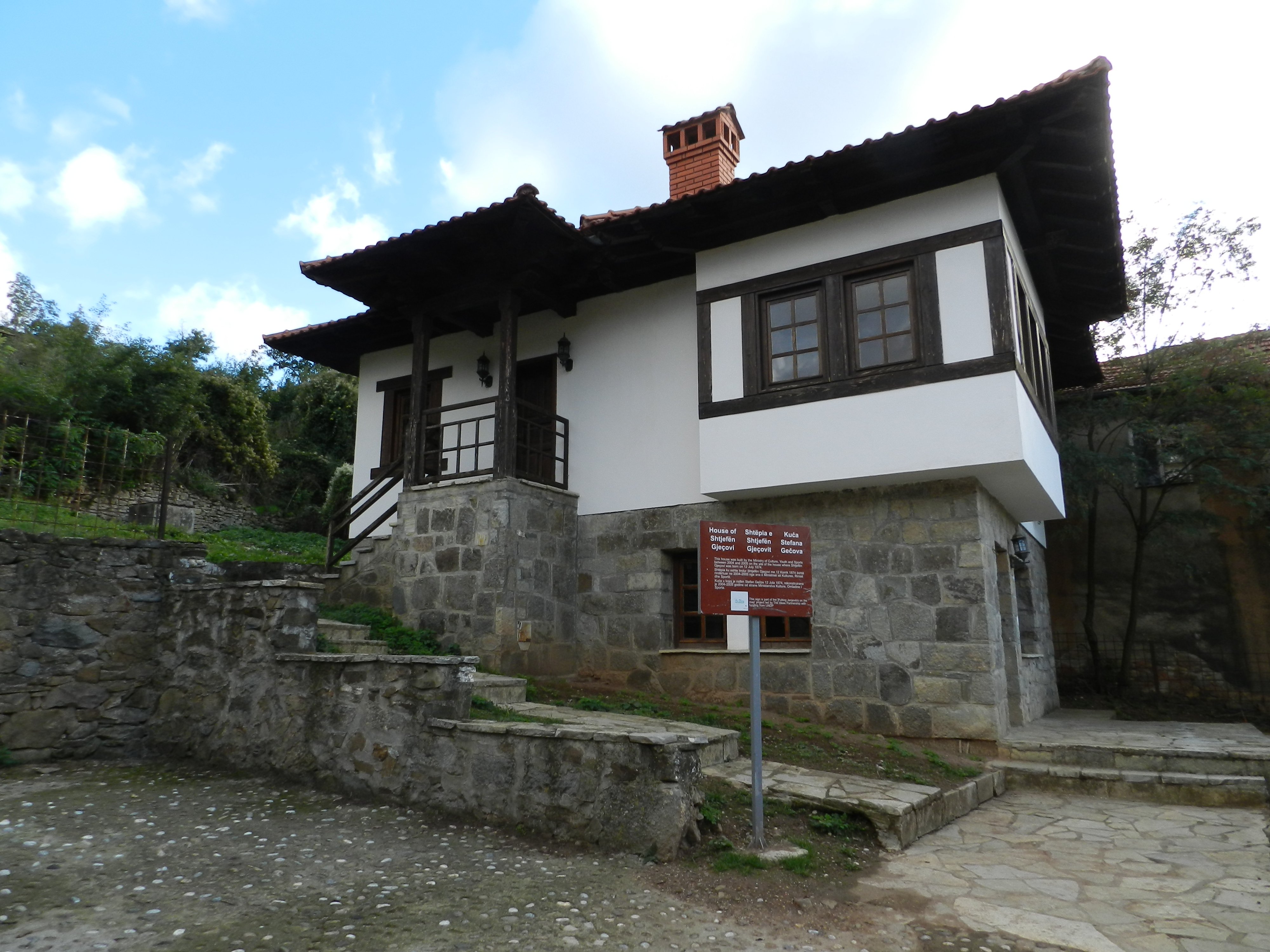
Huset han växte upp i vilket idag är ett museum.

Gjeçovi föddes i byn Janjevo, i dåvarande Osmanska riket, nuvarande Kosovo. Han gick skolan i hembyn och hade goda betyg varför han skickades av kyrkomyndigheterna i Skopje för att studera hos franciskanmunkarna i Troshan norr om Lezha. I fjortonårsåldern lämnade han Albanien för Bosnien och fortsatte där sin utbildning med teologiska studier. 1896 ordinerades han till präst och återvände samma år till Albanien. Han var församlingspräst i Peja och från 1905–1906 lärde han albanska i den albansktalande byn Arbanasi, som ligger i utkanten av Zadar. Han återvände ännu en gång till Albanien och bosatte sig bland de albanska folkstammarna i höglandet. Det var här han nedtecknade folkstammarnas muntliga litteratur, lagar, folktro och samlade arkeologiska föremål. Under denna tid öppnade han en skola i Theth.
1926 flyttades han till församlingen i Zym som ligger mellan Prizren och Gjakova. Gjeçovi var en känd forskare inom allt som var relaterat till albanernas förflutna och sågs av jugoslaverna som ett hot. Den 13 oktober, dagen innan han dog, kom två poliser till honom och sa att Prizrens borgmästare vill träffa honom så fort som möjligt. Gjeçovi misstänkte att något inte låg rätt till och istället för att gå dit ensam lät han två av sina vänner följa med. När han kom till Prizren var det första han gjorde att gå till biskopen och berätta för honom vad som hände. Han gick sedan till borgmästaren och frågade varför han kallats och till sin förvåning förklarade borgmästaren att han inte bett någon att kalla dit honom. Efter detta visste han att något pågick, han träffade biskopen ännu en gång och förklarade vad som hänt under mötet med borgmästaren. Dagen efter på väg hem från Prizren hamnade han i ett bakhåll och sköts till döds av två gärningsmän. Under denna tid i Jugoslavien mördades många intellektuella albaner i Kosovo och Gjeçovi sägs vara en av dem. Mordet på Gjeçovi anordnades troligen av regeringen, gärningsmännen som begick dådet framför alla vittnen sprang inte ens iväg i och med att det fanns en polisstation i närheten, de gick bara sin väg i lugn och ro som om de visste att inget skulle hända dem. Ett bevis på att regeringen varit delaktig i mordet var när två serbiska polischefer sa till några präster att detta är bara början och att er tur kommer komma. Mordet kom som en chock för albanerna och han nämndes i det albanska parlamentet.

## Kanuni i Leke Dukagjinit
Gjeçovi är mest ihågkommen för publiceringen av Kanuni i Leke Dukagjinit, ett rättssystem som albanerna i norra delen av landet följde men som aldrig hade skrivits ner. Han publicerade den delvis och första publiceringen gjordes i tidningen Albania, 1898–1899 och sedan i Hylli i Dritës mellan 1913 och 1921. Han hade inte hunnit ge ut hela innan sin död men den gavs senare ut i Shkodra 1933.